# Resolutie 123 Veiligheidsraad Verenigde Naties
Resolutie 123 van de Veiligheidsraad van de Verenigde Naties werd in februari 1957 aangenomen. Tien leden van de Raad stemden voor de resolutie. Enkel de Sovjet-Unie onthield zich. De resolutie stuurde een delegatie naar India en Pakistan om een oplossing te zoeken voor het Kasjmirconflict.

## Achtergrond
In de kwestie Kasjmir, het onderwerp van het conflict tussen India en Pakistan, was overeengekomen om het gebied de demilitariseren en een volksraadpleging te houden over de toekomst van Kasjmir.
In 1951 werd op vraag van de Nationale Conferentie van Jammu en Kasjmir, de grootste politieke partij in de regio, een grondwetgevende vergadering opgericht. Diezelfde partij won vervolgens alle 75 zetels in deze nieuwe instelling.
In 1956 kwam de grondwetgevende vergadering met een grondwet die Jammu en Kasjmir een integraal deel van India verklaarde. Op vraag van Pakistan kwam de kwestie begin 1957 opnieuw op de agenda van de Veiligheidsraad.

## Inhoud
De Veiligheidsraad herinnerde aan resolutie 122 en de resoluties van de VN-Commissie voor India en Pakistan. De voorzitter van de Veiligheidsraad, de Zweedse vertegenwoordiger Gunar Jarring, werd gevraagd om samen met India en Pakistan de voorstellen te bestuderen die konden bijdragen tot een oplossing, het subcontinent (India) te bezoeken en ten laatste op 15 april te rapporteren. India en Pakistan werden uitgenodigd om met hem samen te werken. Secretaris-generaal Dag Hammarskjöld en de VN-Vertegenwoordiger voor India en Pakistan werden gevraagd om hem te helpen.
Lijst ·  122 ·  123 ·  124 ·  125 ·  126